# Stane Kovač (sodnik)
Stane Kovač, politični aktivist, prvoborec, sodnik, * 3. september 1917, Bistrica pri Tržiču, † 5. oktober 1996, Ljubljana.
Kot sindikalist (od 1935 član Jugoslovanske strokovne zveze, 1940 izvoljen v njeno načelstvo) ter krščanski socialist je leta 1941 je vstopil v NOB. Sodeloval je pri ustanovitvi Osvobodilne fronte; 1941 je postal član Vrhovnega plenuma OF, bil aretiran in zaprt v italijanskih zaporih. Od 1942 je delal kot član poverjeništva IO OF v Ljubljani ter ob Dolomitski izjavi protestiral proti političnem izničenju krščanskosocialistične skupine. 1943 je bil ponovno aretiran in obsojen na dosmrtno ječo; po kapitulaciji Italije je odšel v partizane in marca 1944 postal načelnik odseka za izgradnjo ljudske oblasti pri SNOS ter septembra 1944 tudi član Izvršnega odbora OF (kot predstavnik krščanskih socialistov). 1944-47 je vodil oddelek za izgradnjo ljudske oblasti in zakonodaje pri predsedstvu vlade LRS, nato delal v gospodarstvu in sodstvu (1953 je diplomiral iz prava) ter bil sodnik Vrhovnega sodišča SRS. Ob zamenjavi političnega sistema in oblasti na prelomu 90. let 20. stoletja se je zavzemal za pluralno koalicijo DEMOS.

## Napredovanja
- rezervni kapetan JLA (?)

## Odlikovanja
- red bratstva in enotnosti I. stopnje
- red za hrabrost
- partizanska spomenica 1941